# Плеховский сельский совет (Оржицкий район)
Плеховский сельский совет (укр. Плехівська сільська рада) — входит в состав
Оржицкого района
Полтавской области
Украины.
Административный центр сельского совета находится в 
с. Плехов.

## Населённые пункты совета
- с. Плехов
- с. Тарасовка